# Mittelmeer-Nelkenwickler

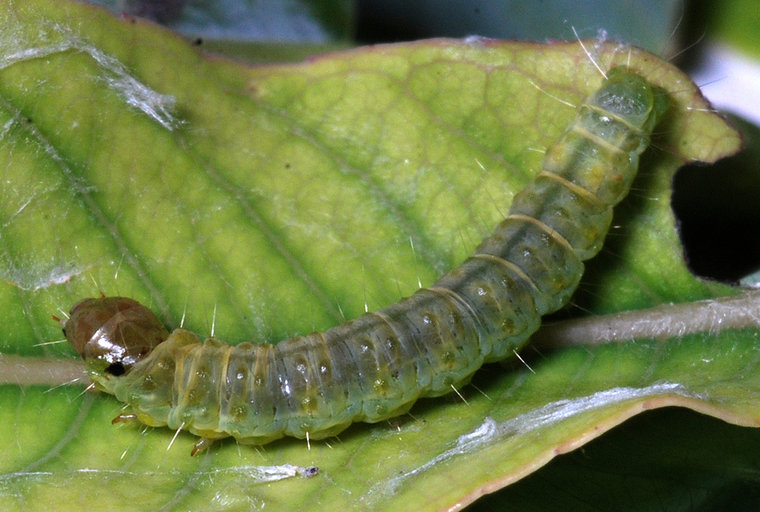
Raupe

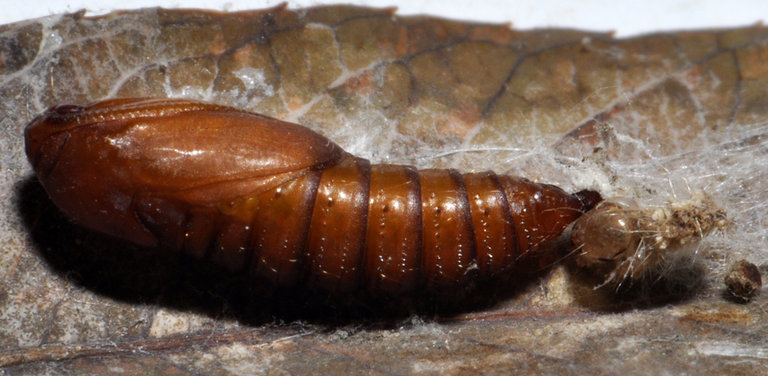
Puppe

Der Mittelmeer-Nelkenwickler (Cacoecimorpha pronubana) ist ein Schmetterling aus der Familie der Wickler (Tortricidae).

## Merkmale
Die Schmetterlinge besitzen eine Flügelspannweite von 14–24 mm. Sie besitzen orange-farbene Vorder- und Hinterflügel. Von der Mitte des Vorderrandes der Vorderflügel verläuft ein breites dunkelbraunes Band in diagonaler Richtung nach außen zum Hinterrand. Ein weiteres breites dunkelbraunes Band verläuft entlang dem Außenrand der Vorderflügel und verschmilzt mit dem anderen Band. Die Weibchen sind gewöhnlich etwas heller als die Männchen.
Die jüngeren Raupen sind hellgelb, später färben sie sich gelbgrün bis grün. Im letzten Raupenstadium sind sie olivgrün mit einem gelben oder braunen Kopf und Nackenschild. Sie erreichen eine Länge von 23 mm.
Die Puppe ist braun bis dunkelbraun gefärbt und misst 8–12 mm.

## Verbreitung
Cacoecimorpha pronubana ist in der westlichen Paläarktis heimisch. Die Art ist in Europa weit verbreitet. Im Süden reicht das Vorkommen bis in die Afrotropis, im Osten bis in den Nahen Osten. In England stammen erste Nachweise aus dem Jahr 1905. In der Nearktis (Nordamerika) wurde die Art eingeschleppt. Dort gibt es Funde in den US-Bundesstaaten Washington, Illinois und Florida.

## Lebensweise
Cacoecimorpha pronubana bildet in Mitteleuropa zwei Generationen pro Jahr, in südlichen Gefilden sowie in Gewächshäusern sind mehr Generationen möglich. Die Flugzeit der Schmetterlinge dauert von Mai bis Juni sowie von August bis September. Der Mittelmeer-Nelkenwickler ist eine ausgesprochen polyphage Schmetterlingsart. Die Raupen findet man sowohl an ihrer Hauptwirtspflanze, der Landnelke (Dianthus caryophyllus), als auch an zahlreichen anderen Pflanzen, insbesondere Zierpflanzen wie Rosen oder Chrysanthemen. Das erste Larvenstadium ist möglicherweise ein Minierer. Die folgenden Larvenstadien fressen oberflächlich an den Blättern, was zu „Fensterfraß“ führt. Die reiferen Raupen spinnen sich mehrere junge Blätter zusammen. Die Raupen fressen auch an den Knospen. Dies führt oft zu einer Deformation der Blüten. In Gewächshäusern können die Raupen bei größerem Auftreten erhebliche Schäden anrichten.

## Parasitoide
Als ein Parasitoid von Cacoecimorpha pronubana gilt die Schlupfwespe Trichomma enecator aus der Unterfamilie der Anomaloninae.